# Mobiliario urbano

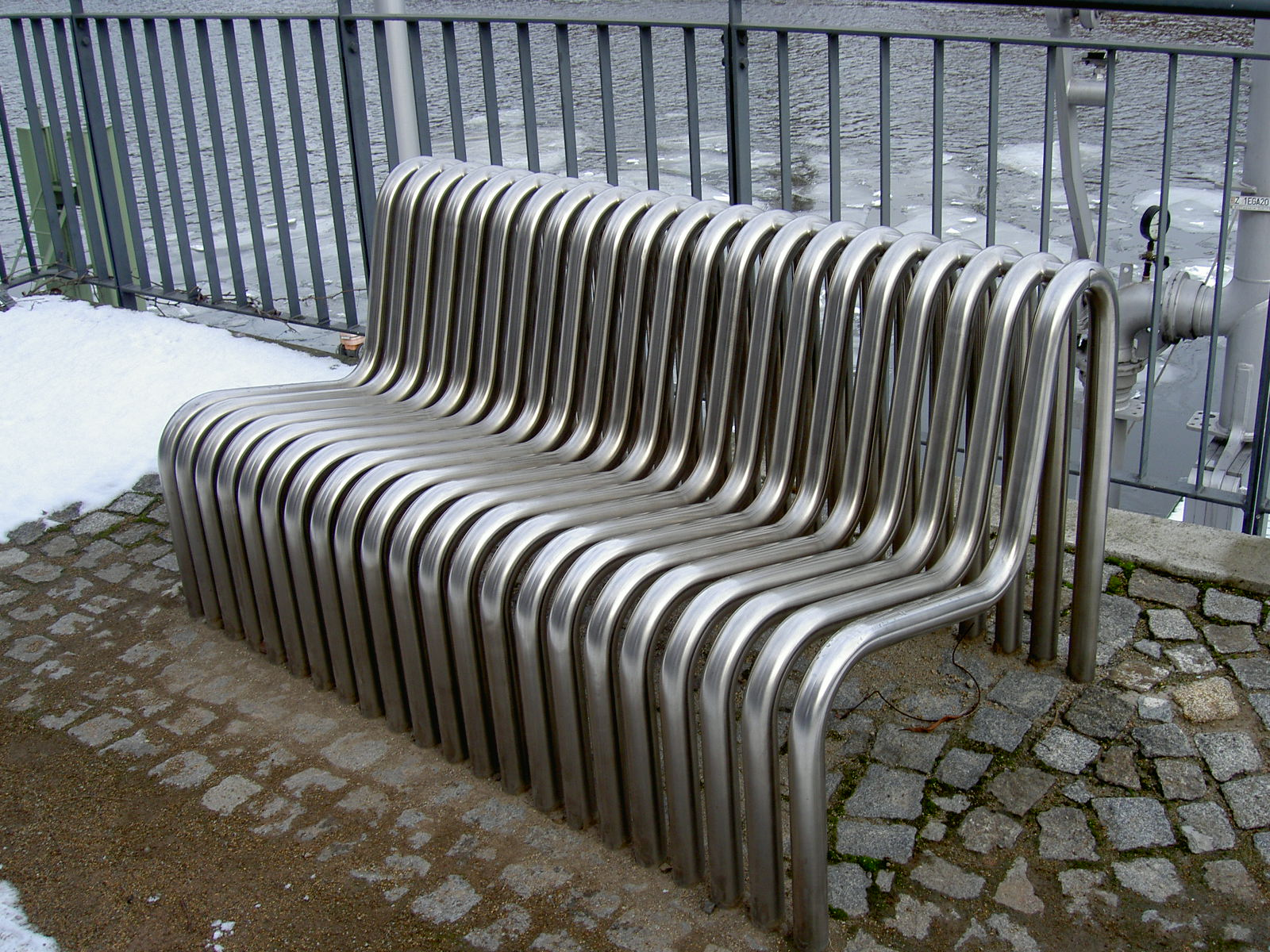
Asiento de acero en la vía pública. Los elementos urbanos son de materiales fuertes y a menudo empotrados para disuadir el vandalismo.

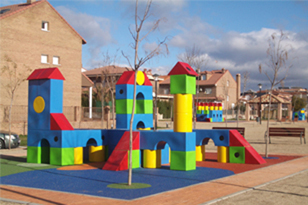
También las áreas recreativas son consideradas mobiliario urbano.

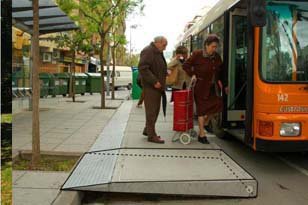
Ejemplo de accesibilidad, acera modular que facilita el tránsito entre la acera y el transporte público sin desnivel.

El mobiliario urbano (a veces llamado también elementos urbanos) es el conjunto de objetos y equipamiento instalados en la vía pública para varios propósitos. En este conjunto se incluyen bancos, papeleras, barreras de tráfico, buzones, bolardos, baldosas, empedrado, paradas de transporte público (en las que podemos encontrar marquesinas), cabinas telefónicas, entre otros. Generalmente son instalados por los ayuntamientos para el uso del vecindario, o bien adjudicándolos a un privado para que este obtenga beneficios explotando la publicidad en la vía pública. Las variables más importantes consideradas en el diseño del mobiliario urbano son, cómo este afecta la seguridad de la calle, la accesibilidad y el vandalismo.
Los elementos urbanos identifican la ciudad y a través de ellos podemos conocer y reconocer las ciudades. Llegan a definirse como una parte constituyente del ADN de la identidad de la ciudad. El diseño de un mobiliario urbano que responda y se adecúe a los espacios, coloridos y los usos que la sociedad demanda es una tarea muy comprometida. Para ello es fundamental la comprensión del medio y una lectura clara detenida de su comportamiento dentro del marco donde vaya a ser ubicado, más si se trata de una ciudad monumental o histórica y con peculiaridades específicas.

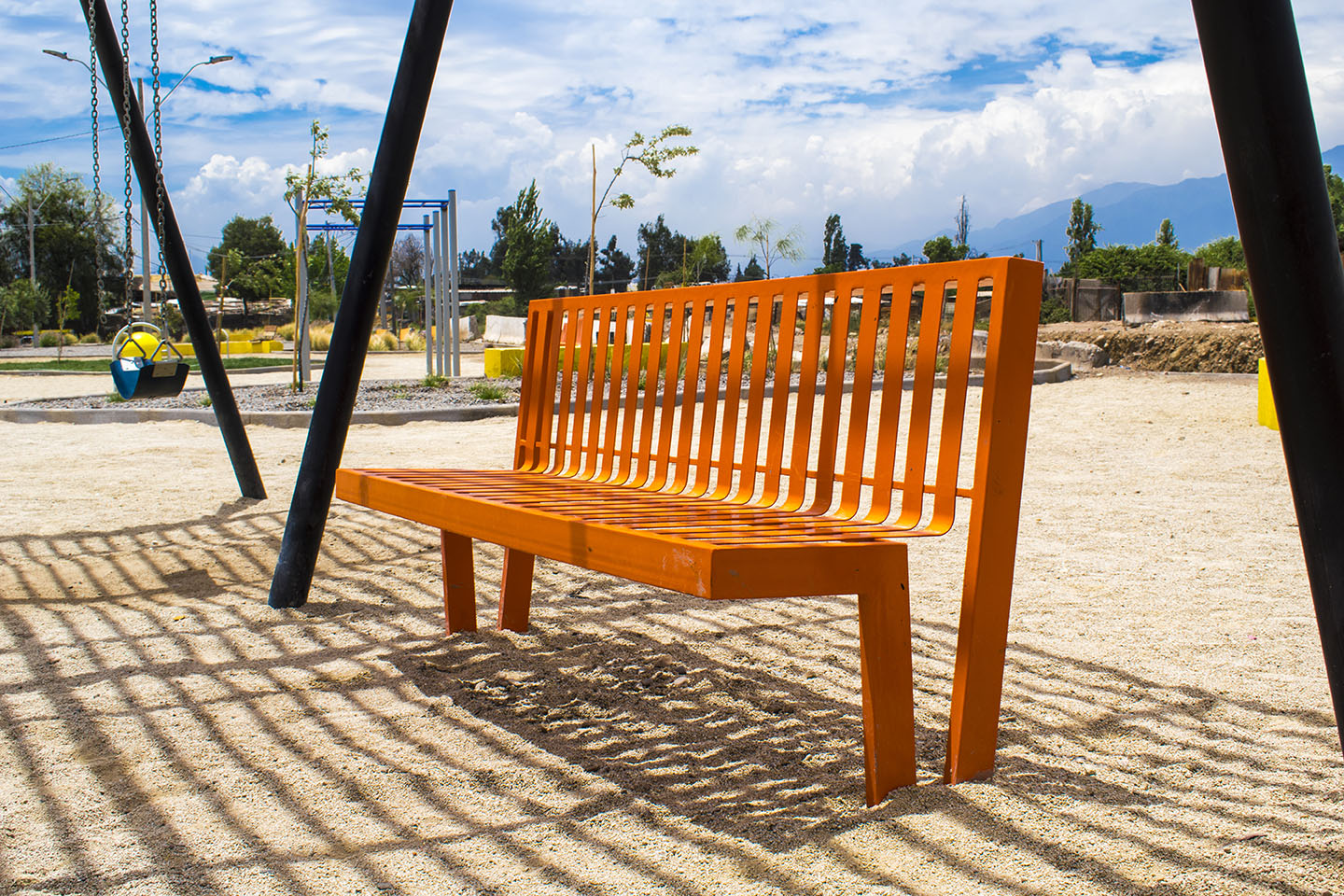
Mobiliario Urbano diseñado para resistir el vandalismo en Latinoamérica. Diseño Lugar Común

## Mobiliario urbano histórico
Dado que la mayoría de los artículos de mobiliario urbano son de naturaleza utilitaria, las autoridades generalmente los mantienen actualizados y los reemplazan regularmente (generalmente para cumplir con las reglamentaciones, los códigos de seguridad, etc.). Debido a esto, los muebles antiguos, anticuados, obsoletos o incluso no funcionales pueden ser raramente vistos y tienen una fascinación especial e inspiran nostalgia para mucha gente.
El parque Tiergarten en Berlín tiene una colección de farolas antiguas de todo el mundo, tanto de gas como eléctricas.

## Significado local
El mobiliario urbano en sí se ha convertido en una parte importante de las identidades de muchas naciones, tanto que uno puede reconocer la ubicación por su diseño; ejemplos famosos de esto incluyen:
- Las cabinas telefónicas rojas de Londres.[5]
- Los buzones residenciales de los Estados Unidos.
- Las luces de la calle y las entradas de metro de París .
- El empedrado de ciudades como Barcelona o Bilbao[6] en España.